# Myitkyina
Myitkyina je hlavní město Kačjinského státu v Myanmaru nacházející se 1 480 km od Rangúnu a 785 od Mandalaj. Název města znamená v barmštině „poblíž velké řeky“. Město leží na západním břehu řeky Iravádí. Město je nejsevernějším říčním přístavem v zemi a koncovou stanicí železnice. U města je leží letiště Myitkyina.

## Historie
Myitkyina leží na strategické obchodní trase mezi Myanmarem a Čínou. V roce 1942 během druhé světové války dobyly město japonské síly. V srpnu 1944 město dobyly Spojenecké síly pod vedením generála Josepha Stilwella.